# نیکلاس هولت
نیکلاس کردو هولت (انگلیسی: Nicholas Caradoc Hoult؛ زادهٔ ۷ دسامبر ۱۹۸۹) بازیگر انگلیسی است. او هم برای بازی در فیلم‌های پرهزینه و هم فیلم‌های مستقل سینمای هالیوود و بریتانیا شناخته می‌شود. هولت برای هنرنمایی‌های خود نامزد دریافت جوایز متعددی همچون جوایز فیلم بفتا، گلدن گلوب و امی ساعات پربیننده شده است. نام او در سال ۲۰۱۲ در فهرست ۳۰ شخص زیر ۳۰ سال فوربز قرار گرفت.
هولت در ووکینگهام، بارکشر متولد و بزرگ شد. او از کودکی به سمت بازیگری کشیده‌شد و در تولیدات تئاترهای محلی ظاهر شد. هولت با فیلم روابط صمیمی (۱۹۹۶) نخستین تجربه بازیگری خود را در شش سالگی رقم زد و در طی سال‌های ۱۹۹۸ و ۲۰۰۱ در چندین برنامه تلویزیونی حضور یافت. نخستین نقش‌آفرینی چشمگیر هولت در فیلم کمدی-درام درباره یک پسر (۲۰۰۲) اتفاق افتاد که برایش نامزدی جایزه فیلم به انتخاب منتقدان بهترین بازیگر جوان را به همراه داشت. او با بازی در فصل چهارم مجموعه تلویزیونی کمدی-درام اسکینز (۲۰۰۸–۲۰۰۷) مورد ستایش منتقدان قرار گرفت و به شناخت بیشتری دست یافت. هولت با بازی در فیلم‌های یک مرد مجرد (۲۰۰۹) که برایش نامزدی جایزه ستاره نوظهور بفتا را به همراه داشت و برخورد تایتان‌ها (۲۰۱۰) وارد نقش‌های بزرگسالان شد. او در سال ۲۰۱۱ برای بازی در نقش دکتر هنک مک‌کوی / بیست به جمع بازیگران فیلم ابرقهرمانی مردان ایکس: کلاس اول پیوست و این نقش را در فیلم‌های بعدی این مجموعه ایفاء کرد.
هولت در سال ۲۰۱۳، نقش اصلی را در فیلم فانتزی جک غول‌کش ایفا کرد و سپس در نقش یک زامبی در فیلم کمدی-رمانتیک بدن‌های گرم بازی کرد. پس از ایفای نقش مکمل در فیلم مکس دیوانه: جاده خشم (۲۰۱۵)، او مسیر متفاوتی را در دوران کاری خود طی کرد و چهره‌های واقعی مختلف را در فیلم‌های تاریخی و زندگی‌نامه‌ای به تصویر کشید؛ از جمله رابرت هارلی، اولین ارل آکسفورد و ارل مورتیمر در فیلم تاریخی کمدی سیاه سوگلی (۲۰۱۸)، جی. آر. آر. تالکین در درام زندگی‌نامه‌ای تالکین (۲۰۱۹)، نیکولا تسلا در فیلم تاریخی درام جنگ جریان (۲۰۱۹) و پتر سوم در مجموعه تلویزیونی کمدی درام کبیر (۲۰۲۰–۲۰۲۳). کار او در کبیر نامزدی دو گلدن گلوب و نامزدی جایزه امی پرایم‌تایم را برای او به همراه داشت. او از آن زمان در فیلم کمدی سیاه صورت‌غذا ایفای نقش کرده است.

## زندگی شخصی
نیکلاس هولت در سال ۲۰۱۰ و حین فیلمبرداری فیلم مردان ایکس: کلاس اول با جنیفر لارنس آشنا شد. آنها بعد از ۵ سال در سال ۲۰۱۴ و در دوران اکران فیلم مردان ایکس: روزهای گذشته آینده به رابطه‌شان خاتمه دادند.
هولت با مدل آمریکایی برایانا هُلی رابطه دارد. این زوج دو فرزند با هم دارد.

## فیلم‌شناسی

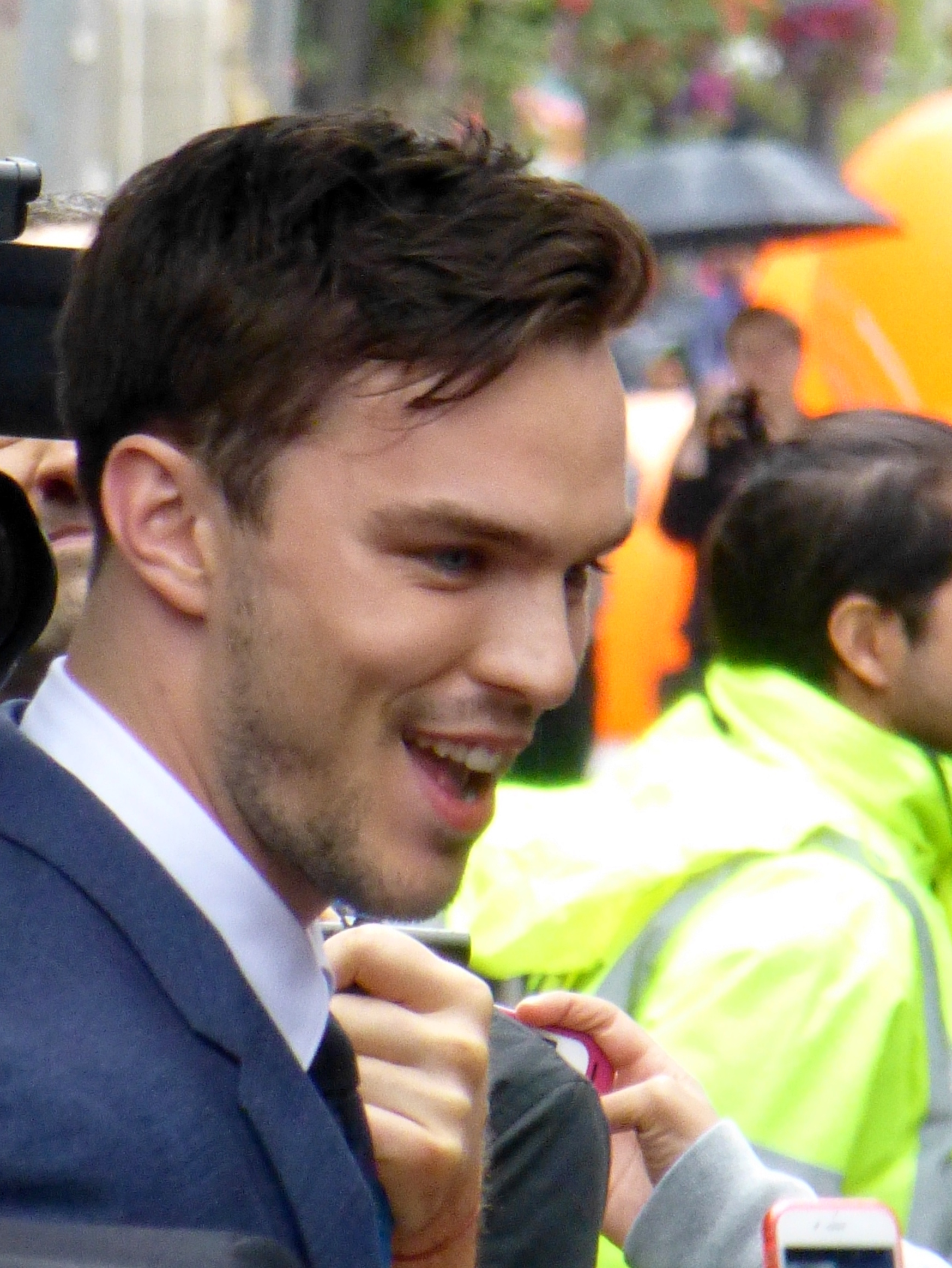
هولت در جشنواره بین‌المللی فیلم تورنتو ۲۰۱۵

### فیلم
| به فیلم‌هایی اشاره دارد که هنوز اکران نشده‌اند | به فیلم‌هایی اشاره دارد که هنوز اکران نشده‌اند |

| سال  | عنوان                          | نقش                     | یادداشت |
| ---- | ------------------------------ | ----------------------- | ------- |
| ۲۰۰۲ | درباره یک پسر                  | مارکوس بروئر            |         |
| ۲۰۰۵ | مرد آب و هوا                   | مایک                    |         |
| ۲۰۰۹ | یک مرد مجرد                    | کنی پاتر                |         |
| ۲۰۱۰ | برخورد تایتان‌ها                | اوزه‌بیو                 |         |
| ۲۰۱۱ | مردان ایکس: کلاس اول           | هنری «هنک» مک‌کوی/ بیست  |         |
| ۲۰۱۳ | بدن‌های گرم                     | آر                      |         |
| ۲۰۱۳ | جک غول‌کش                       | جک                      |         |
| ۲۰۱۴ | جوانان                         | فلم لور                 |         |
| ۲۰۱۴ | مردان ایکس: روزهای گذشته آینده | هنری «هنک» مک‌کوی / بیست |         |
| ۲۰۱۵ | جاهای تاریک                    | لایل ورت                |         |
| ۲۰۱۵ | مکس دیوانه: جاده خشم           | ناکس                    |         |
| ۲۰۱۵ | برابرها                        | سیلاس                   |         |
| ۲۰۱۵ | دوستانت را بکش                 | استیون استلفوکس         |         |
| ۲۰۱۶ | مردان ایکس: آپوکالیپس          | هنری «هنک» مک‌کوی / بیست |         |
| ۲۰۱۶ | تصادم                          | کیسی استین              |         |
| ۲۰۱۷ | یاغی دشت                       | جی. دی. سالینجر         |         |
| ۲۰۱۷ | تازه بودن                      | مارتین                  |         |
| ۲۰۱۷ | قلعه شنی                       | مت اوکر                 |         |
| ۲۰۱۷ | جنگ جریان                      | نیکولا تسلا             |         |
| ۲۰۱۸ | ددپول ۲                        | هنری «هنک» مک‌کوی / بیست |         |
| ۲۰۱۸ | سوگلی                          | رابرت هارلی             |         |
| ۲۰۱۹ | تالکین                         | جی. آر. آر. تالکین      |         |
| ۲۰۱۹ | دارک فینکس                     | هنری «هنک» مک‌کوی / بیست |         |
| ۲۰۱۹ | تاریخچه حقیقی دار و دسته کلی   | کانستبل فیتزپاتریک      |         |
| ۲۰۲۰ | بانکدار                        | مت استینر               |         |
| ۲۰۲۱ | کسانی که آرزوی مرگ مرا می‌کنند  | پاتریک بلک‌ول            |         |
| ۲۰۲۲ | صورت‌غذا                        | تایلر                   |         |
| ۲۰۲۳ | رنفیلد                         | رنفیلد                  |         |
| ۲۰۲۴ | فیلم گارفیلد                   | جان آرباکل              | صداپیشه |
| ۲۰۲۴ | The Order                      | باب متیوز               |         |
| ۲۰۲۴ | هیئت منصفه شماره ۲             | جاستین کمپ              |         |
| ۲۰۲۴ | نوسفراتو                       | توماس هاتر              |         |
| ۲۰۲۵ | سوپرمن                         | لکس لوتر                |         |

### تلویزیون
| سال       | عنوان     | نقش                      | یادداشت                              |
| --------- | --------- | ------------------------ | ------------------------------------ |
| ۲۰۰۱      | پزشک‌ها    | کانر فینچ                | قسمت: «کار ناتمام»                   |
| ۲۰۰۱      | شهر هالبی | اسکار بنکس               | قسمت: «زمان قرض گرفته‌شده»            |
| ۲۰۰۸–۲۰۰۷ | اسکینز    | تام استونم               | نقش اصلی (فصل ۲–۱)                   |
| ۲۰۱۲      | مرغ ربات  | هری پاتر، کاپیتان آمریکا | قسمت: «خسارات جانبی در جنگ چمن باند» |
| ۲۰۲۰–۲۰۲۳ | کبیر      | پتر سوم                  | نقش اصلی                             |

## جوایز و نامزدی‌ها
| سال  | جایزه                              | دسته‌بندی                                              | کار                            | نتیجه    |
| ---- | ---------------------------------- | ----------------------------------------------------- | ------------------------------ | -------- |
| ۲۰۰۲ | جایزه فیلم به انتخاب منتقدان       | بهترین بازیگر کودک                                    | درباره یک پسر                  | نامزدشده |
| ۲۰۰۲ | جایزه جامعه منتقدان فیلم فونیکس    | بهترین بازیگر جوان نقش اصلی یا مکمل                   | درباره یک پسر                  | پیروز    |
| ۲۰۰۲ | جایزه هنرمند جوان                  | بهترین بازیگر جوان نقش اصلی                           | درباره یک پسر                  | نامزدشده |
| ۲۰۰۳ | جایزه انجمن فیلم و تلویزیون آنلاین | بهترین بازیگر جوان                                    | درباره یک پسر                  | پیروز    |
| ۲۰۰۸ | جایزه پوره طلایی                   | بهترین بازیگر مرد در مجموعه تلویزیونی درام            | اسکینز                         | نامزدشده |
| ۲۰۱۰ | جایزه بفتا                         | ستاره نوظهور                                          | –                              | نامزدشده |
| ۲۰۱۴ | جایزه هنرمند جوان                  | ابرقهرمان برتر                                        | مردان ایکس: روزهای گذشته آینده | نامزدشده |
| ۲۰۱۸ | جایزه فیلم به انتخاب منتقدان       | بهترین اجرای گروه بازیگران                            | سوگلی                          | پیروز    |
| ۲۰۲۰ | جایزه گلدن گلوب                    | بهترین بازیگر مرد مینی‌سریال یا فیلم تلویزیونی         | کبیر                           | نامزدشده |
| ۲۰۲۰ | جایزه تلویزیونی به انتخاب منتقدان  | بهترین بازیگر مرد در مجموعه تلویزیونی کمدی            | کبیر                           | نامزدشده |
| ۲۰۲۰ | جایزه ستلایت                       | بهترین بازیگر مرد در مجموعه تلویزیونی کمدی یا موزیکال | کبیر                           | نامزدشده |
| ۲۰۲۰ | جایزه انجمن بازیگران فیلم          | بهترین اجرای گروه بازیگران در مجموعه تلویزیونی کمدی   | کبیر                           | نامزدشده |
| ۲۰۲۰ | جایزه انجمن بازیگران فیلم          | بهترین بازیگر مرد در مجموعه تلویزیونی کمدی            | کبیر                           | نامزدشده |
| ۲۰۲۱ | جایزه گلدن گلوب                    | بهترین بازیگر مرد مینی‌سریال یا فیلم تلویزیونی         | کبیر                           | نامزدشده |
| ۲۰۲۱ | جایزه سینمایی و تلویزیونی ام‌تی‌وی   | بهترین نقش منفی                                       | کبیر                           | نامزدشده |